# Märzgesetze
Die sogenannten Märzgesetze (slowakisch Marcové (konštitučné) zákony) oder Aprilgesetze (ungarisch Áprilisi törvények) waren 31 Gesetze, die am 15. März 1848 vom ungarischen Landtag in Pressburg (Bratislava) zu Beginn der Ungarischen Revolution 1848/1849 verabschiedet wurden und am 11. April 1848 in Kraft traten. 

## Vorgeschichte

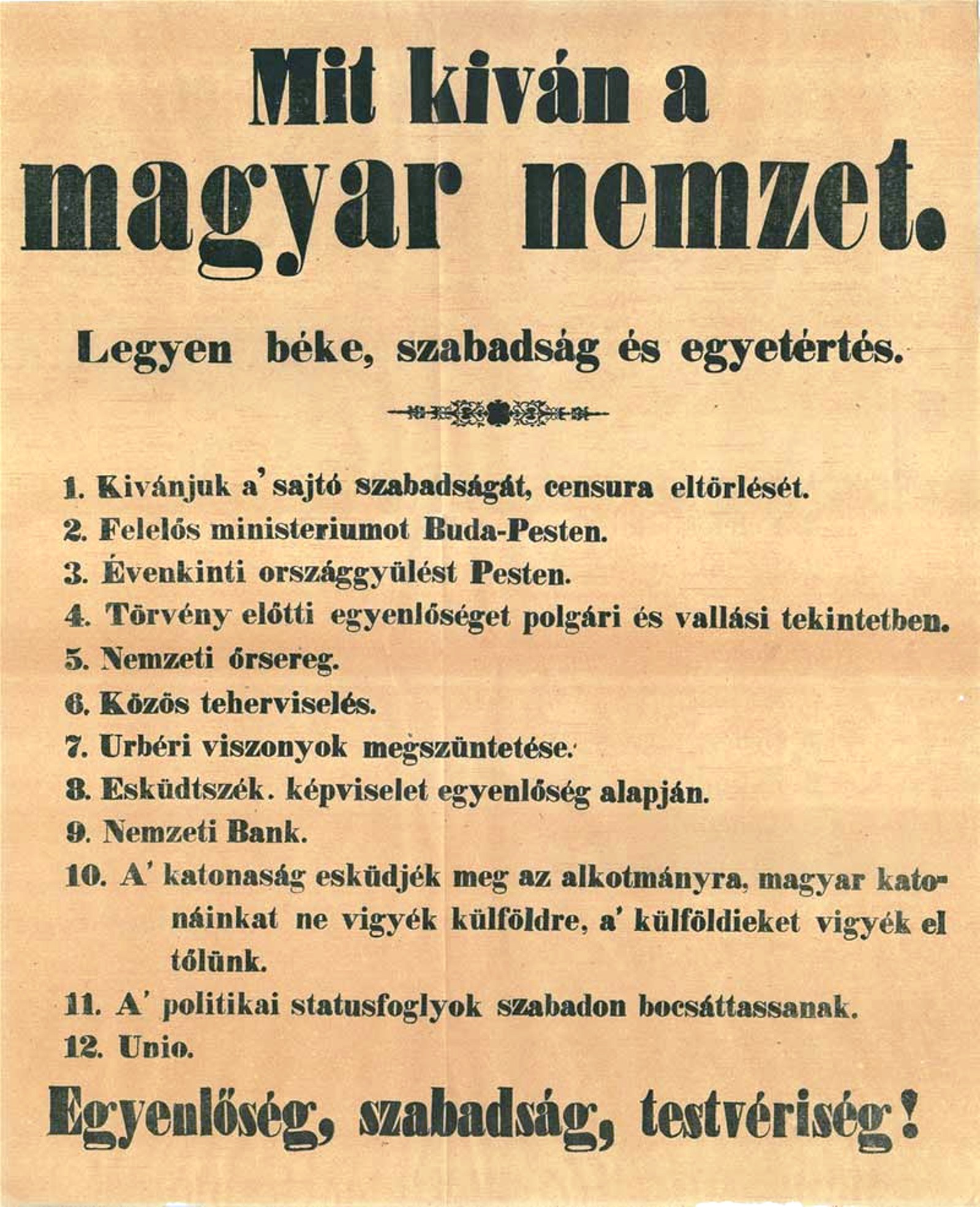
Die Forderungen der ungarischen Revolutionäre vom März 1848

Seit November 1847 fand eine Sitzung des Ungarischen Landtags in Pressburg statt. Hauptforderung war die Aufhebung der Hörigkeit. Der Adel hatte jedoch kein Interesse an der Durchsetzung radikaler Reformen.
Am 13. März 1848 brach in Wien die Revolution aus. Tschechische Nationalisten stellten am 11. März Forderungen an den Adel. Kaiser Ferdinand I. (als ungarischer König Ferdinand V.) hatte aus Angst Fürst Metternich abberufen und versprach eine Verfassung.
Die Nachrichten über die Revolution in Wien und über Ausschreitungen in Pest waren der Anlass zur Annahme der Gesetze noch im März 1848. Der Entwurf wurde von Lajos Kossuth erstellt.
Durch diese Gesetze wurde(n) im Königreich Ungarn folgende Beschlüsse umgesetzt:
- Abschaffung der Hörigkeit (allerdings nur für Kleinbauern)
- Einführung der allgemeinen Besteuerung
- Abschaffung der Unveräußerbarkeit des Bodens
- Abschaffung bestimmter Institutionen, die die Oberherrschaft Österreichs in Ungarn symbolisierten
- Einführung des Wahlrechts (nur) für Wohlhabende und Gebildete (6 % der Bevölkerung)
- Wahl der ersten von Wien unabhängigen ungarischen Regierung; kaiserlichen (österreichischen) Organen war es nur erlaubt, in den Bereichen Militär, Finanzen und Außenpolitik mitzuentscheiden, und es entstand praktisch eine österreichisch-ungarische Personalunion
- Verabschiedung von Gesetzesartikeln über die jährlichen Sitzungen des Landtages in Pest
- Wiederherstellung der Pressefreiheit; Aufhebung der Zensur für immer
- Proklamation der allgemeinen Menschen- und Bürgerrechte
- Erklärung des Ungarischen zur einzigen Amtssprache

Fragen der Nicht-Magyaren im Königreich, die etwa 60 % der Bevölkerung Ungarns ohne Kroatien (bzw. 64 % mit Kroatien) bildeten, wurden nicht behandelt, und viele Rechte, die sich aus diesem Dokument ergaben, kamen nur den Magyaren zugute.
Am 11. April 1848 unterzeichnete König Ferdinand im Primatialpalais von Pressburg die Gesetze.

## Folgen
Die aus diesen Gesetzen resultierende Unzufriedenheit zum einen Wiens, zum anderen der Nicht-Magyaren sowie der von den neuen Rechten Ausgeschlossenen (ärmere Bevölkerung, einige Bauern u. ä.) waren der Hauptauslöser der unmittelbar folgenden Aufstände in vielen Gebieten des Königreichs Ungarn (Bürgerkrieg) und eines anschließenden Kriegs des Königreichs Ungarn gegen Österreich (ab Winter 1848) sowie gegen die im Königreich Ungarn lebenden und Österreich unterstützenden Kroaten, Slowaken, Serben, Rumänen, Russinen und Rumäniendeutschen. 
Siehe dazu z. B. Ungarische Revolution 1848/1849.